# Ісламов Дамір Назірович
Дамір Назірович Ісламов (рос. Дамир Назирович Исламов, тат. Дамир Назир улы Исламов; 13 жовтня 1996, Леніногорськ, Росія — 7 березня 2022, Золоте, Україна) — російський офіцер, старший лейтенант ЗС РФ. Герой Російської Федерації.

## Біографія
В 2014 році, закінчивши Леніногірську середню школу № 6, вступив у Казанське вище танкове командне училище, яке закінчив у 2018 році. З 2018 року проходив службу у військовій частині Південного військового округу на території Ростовської області.
З 24 лютого 2022 року брав участь у вторгненні російських військ в Україну, командир танка Т-72Б1. Загинув у бою. 29 березня 2022 року був похований в Леніногорську.

## Нагороди
- Звання «Герой Російської Федерації» (25 березня 2022, посмертно) — «за героїзм, мужність та відвагу, проявлені при виконанні військового обов'язку.» Нагороджений одночасно з механіком-водієм свого танку Іваном Цевуном і навідником Даміром Гілемхановим.